# 早水理沙
早水理沙（日语：／ Hayamizu Risa，1975年2月28日—）是日本女性聲優。從屬於ARTSVISION。大阪府出身。血型A型。

## 基本資料
- 同屬鈴村健一、飛田展男、鳥海浩輔、西村知道、檜山修之、保志總一朗、森川智之、坂本千夏、白鳥由里、鷹森淑乃、瀧本富士子、半場友惠、堀江由衣、三石琴乃。
- 2003/12曾獲得1998年「ENIX ANIME大賞 聲優部門」Audition提名。

## 演出角色

### 電視動畫
2002年
- 白色十字架
- 天使特警（小孩子）
- 迷糊天使（女學生、女忍者、老奶奶B、護士）

2003年
- 救難小英雄（速水大地）
- 魔法咪路咪路（江口沙織）
- 萬花筒之星（年幼的尤利、女孩子、執行人員）
- 閃靈二人組（護士）

2004年
- 妄想代理人#13
- 御伽草子（長老的女兒〈姊姊〉）
- 陰陽大戰記（飛鳥早馬、陽明 其他）
- 學園愛麗絲（初等部校長）
- 機動戰士鋼彈SEED DESTINY（飛鳥真的母親）
- 極道鮮師（山口久美子）
- 爆裂天使（勝鷹音）
- 銀河鐵道物語（工作人員、通訊人員、通訊兵、少年、米薩利）

2005年
- 英國戀物語艾瑪（廚房女傭）
- 玻璃假面（結城麻江）
- 甲賀忍法帖（陽炎）
- 洛克人（新娘的侍女、接待的大姊姊1）
- 不可思議星球的雙胞胎公主（泡茶老師）

2006年
- 格鬥美神武龍 重生（曹鈴音）
- 犬神！（主婦）
- 變身公主（豐麻琴）
- 歡迎加入NHK!（小林惠（委員長））
- 神奇寶貝鑽石&珍珠（小望）
- BLACK CAT（小孩）
- 火影忍者（忍者、星之村的忍者們）
- 我的裘可妹妹（哥哥）
- 小心啊公主（側花的母親）

2007年
- 大江戶火箭（天鳳）
- 王牌投手 振臂高揮（百枝麻里亞）
- 銀魂（來島又子）
- 少年陰陽師（勾陣（慧斗））
- 名偵探柯南（女孩子、越水七槻）
- 意外（日吉啟子）
- 天保異聞 妖奇士（新造1）

2008年
- 迷宮塔 ～烏魯克之盾～（艾梅）
- ARIA The ORIGINATION（安娜）
- 機動戰士鋼彈 00 第二季（琳達·瓦斯提）
- 我的狐仙女友（雪花）
- 神薙（木村贵子）
- SKIP·BEAT！（琴南奏江）
- 惡作劇之吻（石川理美）
- 灣岸競速（神谷英里子）

2009年
- RIDEBACK（橫山美里）
- 迷宮塔 ～烏魯克之劍～（艾梅）
- 名偵探柯南（相良道子、店員）

2010年
- 王牌投手 振臂高揮 -夏季大會篇（百枝麻里亞）
- 聖痕鍊金士（朽葉悠、朽葉葵）
- 聖誕之吻（高橋麻耶）
- 少年犯之七人（護士）

2011年
- 銀魂'（來島又子）
- 星光少女 極光之夢（阿世知今日子）

2012年
- 男子高校生的日常（元治的姊姊）
- 聖誕之吻SS+ plus（高橋麻耶）
- ZETMAN（川上明美）
- 星光少女 美夢成真（阿世知今日子、拉拉）

2013年
- 星光少女 Rainbow Live（福原百合子）
- 我不受歡迎，怎麼想都是你們的錯！（智子的母親）

2014年
- 惡魔的謎語（生田目的恩師）
- 目隱都市的演繹者（桃的母親）
- 前進吧！登山少女 第二季（青羽麻衣）
- 狼少女和黑王子（佐田恭也〈幼年〉）

2015年
- 银魂°（來島又子）
- GATE 奇幻自衛隊 在彼方的土地，如斯的戰鬥（白百合玲子）
- 名侦探柯南（泽崎蕾娜 #794）
- 槍與面具（鏑木旅館的服務員）
- 緋彈的亞莉亞AA（間宮美鈴）

2016年
- GATE 奇幻自衛隊 在彼方的土地，如斯的戰鬥 第2期（白百合玲子）
- 迷家（光宗母親、祖母、光宗祖母）
- 飛翔的魔女（杏子母親）

2017年
- 時間飛船24（婦人2）
- élDLIVE宇宙警探（古馳的母親）
- 銀魂.（來島又子）
- 名侦探柯南（女警）
- 數碼寶貝-APP獸（惠理的母親）

2018年
- 魔法使的新娘（史黛拉的母親）
- 前進吧！登山少女 Third Season（青羽麻衣）
- 千緒的通學路（千緒的母親）
- 琴之森電視版（維多利亞）

2019年
- 家有女友（甜點店的店員）
- JoJo的奇妙冒險 黃金之風（薩丁尼亞的少女）
- 星光王子 KING OF PRISM -Shiny Seven Stars- (G.o.d. III)
- 名侦探柯南（万田十和子）

2020年
- 請在伸展台上微笑（高原可奈子）
- 放學後堤防日誌（夏海的母親）

2021年
- 世界頂尖的暗殺者轉生為異世界貴族（教師、米列）

2022年
- 魔法使黎明期（萊歐斯的母親）

2023年
- 轉生成自動販賣機的我今天也在迷宮徘徊（旅館老闆娘）

2025年
- 銀魂多重宇宙動畫「3年Z班銀八老師」（來島又子[1]）

### OVA
2014年
- 我不受歡迎，怎麼想都是你們的錯！（智子的母親）

### 劇場版動畫
- 銀魂劇場版 新譯紅櫻篇（來島又子）

### 遊戲
2011年
- AKIBA'S TRIP（姉小路怜）

### Drama CD
- 戀愛★情結：小泉理沙

## 外部連結
- 經紀公司網站所載簡歷（日語）

1. ↑  . Comic Natalie. 2025-08-16  [2025-08-16] （日语）.